# Saně na Zimních olympijských hrách 1984
Jízda na saních na Zimních olympijských hrách 1984  v Sarajevu.

## Medailové pořadí zemí
| Pořadí | Země                                 | Zlato | Stříbro | Bronz | Celkově |
| ------ | ------------------------------------ | ----- | ------- | ----- | ------- |
| 1.     | Německá demokratická republika (GDR) | 1     | 1       | 2     | 4       |
| 2.     | Sovětský svaz (URS)                  | 0     | 2       | 1     | 3       |
| 3.     | Itálie (ITA)                         | 1     | 0       | 0     | 1       |
| 4.     | Západní Německo (FRG)                | 1     | 0       | 0     | 1       |
|        | Celkem                               | 3     | 3       | 3     | 9       |

## Medailisté

### Muži
| Disciplína  | Zlato                                                        | Výkon    | Stříbro                                                      | Výkon    | Bronz                                                                  | Výkon    |
| ----------- | ------------------------------------------------------------ | -------- | ------------------------------------------------------------ | -------- | ---------------------------------------------------------------------- | -------- |
| jednotlivci | Paul Hildgartner · Itálie (ITA)                              | 3:04,258 | Sergej Danilin · Sovětský svaz (URS)                         | 3:04,962 | Valerij Dudin · Sovětský svaz (URS)                                    | 3:05,012 |
| dvojice     | Hans Stangassinger a Franz Wembacher · Západní Německo (FRG) | 1:23,620 | Jevgenij Belousov a Aleksandr Belyakov · Sovětský svaz (URS) | 1:23,660 | Jörg Hoffmann a Jochen Pietzsch · Německá demokratická republika (GDR) | 1:23,887 |

### Ženy
| Disciplína    | Zlato                                                   | Výkon    | Stříbro                                                   | Výkon    | Bronz                                               | Výkon    |
| ------------- | ------------------------------------------------------- | -------- | --------------------------------------------------------- | -------- | --------------------------------------------------- | -------- |
| jednotlivkyně | Steffi Martinová · Německá demokratická republika (GDR) | 2:46,570 | Bettina Schmidtová · Německá demokratická republika (GDR) | 2:46,873 | Ute Weissová · Německá demokratická republika (GDR) | 2:47,248 |